# Kobyla Kępa
Kobyla Kępa (kaszb. Kobëlô Kãpa, niem. Kobbelkampe) – wieś w Polsce położona w województwie pomorskim, w powiecie nowodworskim, w gminie Sztutowo na obszarze Żuław Wiślanych nad Wisłą Królewiecką.
Najstarszy zapis nazwy miejscowości (w formie Kobbel Camp) pochodzi z przełomu XVIII i XIX wieku. W latach 1975–1998 miejscowość administracyjnie należała do województwa elbląskiego.